# Davide De Ceglie
Davide De Ceglie (Bologna, 12 maggio 1990) è un nuotatore italiano.
È specialista di livello mondiale del nuoto pinnato di fondo con monopinna, disciplina nella quale si è laureato campione del mondo per 5 volte.
Il 27 ottobre 2020 si laurea all'università di Bologna in Scienze delle Attività Motorie e Sportive. 
Il nuotatore ha una relazione con il fotografo Filippo Brunori. 

## Carriera
La sua prima convocazione con la nazionale italiana risale al 2005, quando ai Campionati mondiali juniores conquista il bronzo nella staffetta 4x3 km.
Successivamente, da senior, conquista il suo primo titolo europeo assoluto, in Russia, nella 4x3 km di fondo, nel 2010.
Ai Campionati mondiali in Ungheria, l'anno successivo, conquista l'argento nella staffetta 4x3 km e il bronzo individuale nella 6 km di fondo.
Nel 2012, ai Campionati europei di Treviso, conquista l'oro nei 20 km fondo, l'argento nella 6 km individuale e e il bronzo con la staffetta 4x3 km.
Ai Campionati mondiali di Russia del 2013 ottiene due ori, nella 6 km e nella 20 km. Successivamente è ancora oro nella 6 km nei Campionati europei in Italia del 2014 (6 km), e ai Mondiali di Yantai del 2015 (6 km), dove consegue anche il bronzo nella 1500 m in vasca e nella 4x100 m.
Nel 2016 è argento nella 4x100 m e secondo nella 6 km ai Mondiali di Volos in Grecia e, l'anno successivo, vince il bronzo nella 400 m superficie ai Giochi mondiali 2017 e l'oro europeo nella 6 km, a Breslavia, in Polonia.
Nel 2018, ai campionati mondiali universitari di Belgrado (Serbia), vince l'oro nei 200 m indoor superficie e il bronzo nella staffetta 4x50 m. Qualche mese dopo, a settembre, Davide vola a Phuket per la finale di Coppa del Mondo dove conquista l'oro nei 400 m, il bronzo nei 200 m ma soprattutto l'oro nella gara di fondo 4000 m; quest'ultima vittoria gli vale il titolo di campione del mondo in acque libere 2018.
Nel 2019 ai campionati italiani di fondo in acque libere vince l'oro nella 6 km di fondo e l'argento nella 2 km. Nei campionati Europei di fondo in acque libere di Ioannina in Grecia vince invece il bronzo nella 6 km di fondo e un altro bronzo nella staffetta mista 4 x 2000 m. 
Ai Giochi del Mediterraneo sulla spiaggia di Patrasso 2019 vince l'oro nella 4 km di fondo, l'oro nella staffetta mista 4 x 2000 m e il bronzo nei 200 m.
Nel 2021 ai campionati italiani di fondo in acque libere vince l'oro nella 5km, nei 2000mt e nei 1000mt; che gli valgono la convocazione per i campionati Mondiali in acque libere a Santa Marta in Colombia, dove vince la medaglia di bronzo nella staffetta mista 4x2000mt.
Nel 2022 vince la medaglia d'oro durante la 2ª tappa di coppa del mondo negli 800mt. conquistando anche la convocazione per i Campionati del Mondo indoor che si sono svolti a Cali (Colombia) in Luglio. Rientrato dalla Colombia torna subito in acqua per i Campionati Italiani Assoluti in acque libere, dove conquista 3 medaglie d'oro, rispettivamente nei 5Km, 2Km e 1Km; risultati che gli valgono come convocazione per i Campionati Mondiali in acque libere. A settembre durante i Campionati del Mondo in acque libere che si sono svolti al Lago Viverone (Biella), torna sul gradino più alto del podio nella distanza dei 5Km, dopo ben 7 anni dal suo ultimo titolo mondiale. Non contento, assieme ai suoi compagni conquista un'altra medaglia d'oro nella staffetta 4x1000mt mista.
Nel 2023 si qualifica sia per i Giochi del Mediterraneo sulla spiaggia  di Heraklion, che per i Campionati Mondiali in acque libere che si terranno a Belgrado (Serbia).
Ai Mediterranean Beach Games di Heraklion nelle gare in acque libere conquista due medaglie di bronzo, una nella 4 km e una nella staffetta 4x2 km mista. Dopo qualche giorno in Italia riparte per i Campionati Mondiali in acque libere di Belgrado, dove si aggiudica la medaglia di bronzo sulla distanza dei 5 Km. 
Da segnalare che sono 14 anni consecutivi che Davide sale su un podio internazionale, risultato che lo porta ad ottenere un primato di podi consecutivi nelle acque libere!

## Palmarès
- Mondiali

2011 - Ungheria:  Argento nella staffetta 4x3 km;  Bronzo nella 6 km di fondo
2013 - Russia:   Oro nella 6 km;  Oro nella 20 km
2015 - Yantai:  Oro nella 6 km;  Bronzo nella 1500 m;  Bronzo nella 4x100 m
2016 - Volos:  Argento nella 6 km;  Argento nella 4x100 m
2017 - Breslavia:  Bronzo nella 400 m superficie
2018 - Phuket:   Oro nei 4 km (laureandosi Campione del mondo 2018);  Oro nei 400 m;  Bronzo nei 200 m
2018 - Belgrado:  Oro nei 200 m;  Bronzo nei 6 Km;  Bronzo nella staffetta 4x2000 m;  Bronzo nella staffetta 4x50
2021 - Santa Marta:  Bronzo nella staffetta 4x2000mt
2022 - Lago Viverone:  Oro nei 5 km;  Oro nella staffetta 4x1Km mista.
2023 - Belgrado:   Bronzo nei 5 Km in acque libere
- Europei

2010 - Russia:   Oro nella staffetta 4x3 km di fondo;  Bronzo nella 6 km di fondo
2012 - Treviso:  Oro nei 20 km di fondo;  Argento nella 6 km;  Bronzo nella staffetta 4x3 km di fondo
2014 - Italia:  Oro nella 6 km di fondo
2017 - Breslavia:   Oro nella 6 km
2019 - Ioannina:  Bronzo nella 6 km in acque libere;  Bronzo nella staffetta mista 4x2000 m in acque libere
- Giochi del Mediterraneo sulla spiaggia

Pescara 2015:  Oro nella 4 km SF in acque libere;  Oro nella staffetta mista 4x2 km in acque libere;  Oro nella 4×100 m SF;  Oro nella 4×100 m SF;  Argento nei 200 m SF;  Bronzo nei 400 m SF;
Patrasso 2019  Oro nella 4 km di fondo;  Oro nella staffetta mista 4 x 2000 m;   Bronzonei 200 m.
Heraklion 2023   Bronzo nella 4 km in acque libere ;   Bronzo nella staffetta 4x2 km mista in acque libere.